# Голден (округ Джонсон, Міссурі)
Голден (англ. Holden) — місто (англ. city) в США, в окрузі Джонсон штату Міссурі. Населення — 2210 осіб (2020).

## Географія
Голден розташований за координатами 38°42′48″ пн. ш. 93°59′22″ зх. д. / 38.71333° пн. ш. 93.98944° зх. д. (38.713456, -93.989412).  За даними Бюро перепису населення США в 2010 році місто мало площу 6,26 км², з яких 6,24 км² — суходіл та 0,02 км² — водойми.

## Демографія
Згідно з переписом 2010 року, у місті мешкали 2252 особи в 901 домогосподарстві у складі 589 родин. Густота населення становила 360 осіб/км².  Було 1060 помешкань (169/км²).
Расовий склад населення:
| - 94,6 % — білих - 1,4 % — чорних або афроамериканців - 0,5 % — корінних американців - 0,4 % — вихідців з тихоокеанських островів - 0,1 % — азіатів |

До двох чи більше рас належало 2,3 %. Частка іспаномовних становила 2,5 % від усіх жителів.
За віковим діапазоном населення розподілялося таким чином: 24,8 % — особи молодші 18 років, 60,9 % — особи у віці 18—64 років, 14,3 % — особи у віці 65 років та старші. Медіана віку мешканця становила 37,7 року. На 100 осіб жіночої статі у місті припадало 91,2 чоловіків;  на 100 жінок у віці від 18 років та старших — 87,4 чоловіків також старших 18 років.
Середній дохід на одне домашнє господарство  становив 46 899 доларів США (медіана — 35 848), а середній дохід на одну сім'ю — 56 931 долар (медіана — 48 611). Медіана доходів становила 33 625 доларів для чоловіків та 32 083 долари для жінок. За межею бідності перебувало 17,6 % осіб, у тому числі 22,2 % дітей у віці до 18 років та 14,6 % осіб у віці 65 років та старших.
Цивільне працевлаштоване населення становило 889 осіб. Основні галузі зайнятості: освіта, охорона здоров'я та соціальна допомога — 22,3 %, виробництво — 15,4 %, роздрібна торгівля — 13,7 %.